# Klubowy Puchar Europy w szachach
Klubowy Puchar Europy w szachach (ang. European Chess Club Cup) – rozgrywki szachowe, mające na celu wyłonienie najlepszej klubowej drużyny w Europie

## Historia
Po raz pierwszy pomysł zorganizowania turnieju, którego zwycięzca otrzymywał tytuł mistrza Europy drużyn klubowych, pojawił się w połowie lat 50. XX wieku w Jugosławii. Tam też, w 1956 r., rozegrano pierwsze, nieoficjalne zawody, w których uczestniczyło 9 zespołów, a pierwsze miejsce zajął Partizan Belgrad. Pierwszy oficjalny turniej o Puchar Europy odbył się w sezonie 1975/1976 i był rozgrywany systemem pucharowym. Uczestniczyło w nim 20 drużyn, które zdobyły tytuł mistrza swojego kraju. Obowiązywał system dojazdowy, w każdej rundzie odbywał się mecz i rewanż, od pierwszej edycji drużyny wystawiały składy 6-osobowe. Pierwsze puchary odbywały się w cyklach trzyletnich, następnie skróconych do okresu dwuletniego. Od 1993 roku zawody zaczęto rozgrywać w jednym miejscu i czasie, systemem składającym się z eliminacji i finału (systemem pucharowym). Od 2000 roku w rozgrywkach obowiązuje system szwajcarski (na dystansie 7 rund).
Rozgrywki w kategorii kobiet po raz pierwszy odbyły się w 1996 r. Początkowo odbywały się one oddzielnie, od 2003 r. oba Puchary rozgrywane są w tym samym miejscu i czasie. Mecze w Pucharze kobiet rozgrywane są na 4 szachownicach.
Każda z edycji Klubowego Pucharu Europy skupia na starcie kilkadziesiąt drużyn z całego kontynentu oraz wielu czołowych arcymistrzów świata (np. w 2008 roku w zawodach uczestniczyło 22 szachistów z rankingiem powyżej 2700 punktów spośród 32 posiadających w tym okresie taką punktację). Tak liczny udział czołowych szachistów możliwy jest dzięki regulaminowi, który zezwala na start dowolnej liczby obcokrajowców w poszczególnych zespołach. Każda federacja zrzeszona w Europejskiej Unii Szachowej ma prawo (według swojego uznania) zgłosić do udziału pięciu przedstawicieli w przypadku rozgrywania w danym kraju drużynowych mistrzostw. Kiedy jakiś kraj nie organizuje mistrzostw, może zgłosić czterech uczestników.
Klubowy Puchar Europy jest przechodni; na własność można go zdobyć po trzykrotnym zwycięstwie w zawodach.

## Klubowy Puchar Europy mężczyzn
| Sezon     | Miejsce                                       | 1. miejsce                                    | 2. miejsce                                    | 3. miejsce                                    | Źródło                                        |
| --------- | --------------------------------------------- | --------------------------------------------- | --------------------------------------------- | --------------------------------------------- | --------------------------------------------- |
| 1975/1976 | –                                             | Buriewiestnik Solinger SG 1868                | –                                             | Lunds ASK Budapesti Spartacus SC              | [ 6 ]                                         |
| 1977/1979 | –                                             | Buriewiestnik                                 | Volmac Rotterdam                              | Solinger SG 1868 Budapesti Spartacus SC       | [ 7 ]                                         |
| 1980/1982 | –                                             | Budapesti Spartacus SC                        | Buriewiestnik                                 | Tel Aviv University Sławia Sofia              | [ 8 ]                                         |
| 1983/1984 | –                                             | Trud                                          | Buriewiestnik                                 | Vulcà Barcelona Volmac Rotterdam              | [ 9 ]                                         |
| 1985/1986 | –                                             | CSKA Moskwa                                   | Trud                                          | SK Anderlecht SK Rockaden Stockholm           | [ 10 ]                                        |
| 1987/1988 | –                                             | CSKA Moskwa                                   | Budapesti Honvéd SE                           | Volmac Rotterdam                              | [ 11 ]                                        |
| 1989/1990 | –                                             | Solinger SG 1868 CSKA Moskwa                  | –                                             | Taflfélag Reykjavíkur Tigran Petrosjan Moskwa | [ 12 ]                                        |
| 1991/1992 | –                                             | Bayern Monachium                              | Poljot Czelabińsk                             | Hapoel Tel Awiw Solinger SG 1868              | [ 13 ]                                        |
| 1993      | Hilversum                                     | Lyon-Oyonnax                                  | Honvéd ASE                                    | Bosna Sarajewo                                | [ 14 ]                                        |
| 1994      | Lyon                                          | Bosna Sarajewo Lyon-Oyonnax                   | –                                             | Nowotronika-Donbas Ałczewsk                   | [ 15 ]                                        |
| 1995      | Lublana                                       | Erywań                                        | Honvéd ASE                                    | Poljot-Kadyr Czelabińsk                       | [ 16 ]                                        |
| 1996      | Budapeszt                                     | Tattransgaz-Itil Kazań                        | ŠK Borovo-Vukovar ’91                         | Sibekobank Nowosybirsk                        | [ 17 ]                                        |
| 1997      | Kazań                                         | Ładja Azow                                    | Polonia PKO BP Warszawa                       | Sbierbank-Tatarstan Kazań                     | [ 18 ]                                        |
| 1998      | Belgrad                                       | Panfox Breda                                  | Polonia PKO BP Warszawa                       | Beer Sheva Chess Club                         | [ 19 ]                                        |
| 1999      | Bugojno                                       | Bosna Sarajewo                                | Agrouniverzal Zemun                           | ŠK Kiseljak                                   | [ 20 ]                                        |
| 2000      | Neum                                          | Bosna Sarajewo                                | Petersburg                                    | Ordina Breda                                  | [ 21 ]                                        |
| 2001      | Panormo                                       | Norilskij Nikiel Norylsk                      | Polonia Plus GSM Warszawa                     | Gazowik Tiumeń                                | [ 22 ]                                        |
| 2002      | Kalitea                                       | Bosna Sarajewo                                | Norilskij Nikiel Norylsk                      | Polonia Plus GSM Warszawa                     | [ 23 ]                                        |
| 2003      | Retimno                                       | NAO Chess Club                                | Polonia Plus GSM Warszawa                     | ŠK Kiseljak                                   | [ 24 ]                                        |
| 2004      | Izmir                                         | NAO Chess Club                                | Bosna Sarajewo                                | Ładja Kazań                                   | [ 25 ]                                        |
| 2005      | Saint-Vincent                                 | Tomsk-400                                     | Polonia Plus GSM Warszawa                     | NAO Chess Club                                | [ 26 ]                                        |
| 2006      | Fügen                                         | Tomsk-400                                     | Ładja Kazań                                   | Urał Jekaterynburg                            | [ 27 ]                                        |
| 2007      | Kemer                                         | Linex Magic Mérida                            | Urał Jekaterynburg                            | Tomsk-400                                     | [ 28 ]                                        |
| 2008      | Kalitea                                       | Urał Jekaterynburg                            | OSG Baden-Baden                               | PVK Kijów                                     | [ 29 ]                                        |
| 2009      | Ochryda                                       | Ekonomist-SGSEU Saratów                       | Mika Erywań                                   | Urał Jekaterynburg                            | [ 30 ]                                        |
| 2010      | Płowdiw                                       | Ekonomist-SGSEU Saratów                       | Jugra Chanty-Mansyjsk                         | A DAN DZO & PGMB Czernihów                    | [ 31 ]                                        |
| 2011      | Rogaška Slatina                               | SPBSzF Petersburg                             | SOCAR-Azerbaijan                              | G-Team Nový Bor                               | [ 32 ]                                        |
| 2012      | Ejlat                                         | SOCAR-Azerbaijan                              | SPBSzF Petersburg                             | SzSM-64 Moskwa                                | [ 33 ]                                        |
| 2013      | Rodos                                         | G-Team Nový Bor                               | Małachit Jekaterynburg                        | SOCAR-Azerbaijan                              | [ 34 ]                                        |
| 2014      | Bilbao                                        | SOCAR-Azerbaijan                              | G-Team Nový Bor                               | Małachit Jekaterynburg                        | [ 35 ]                                        |
| 2015      | Skopje                                        | Sibir Nowosybirsk                             | SOCAR-Azerbaijan                              | Miednyj Wsadnik Petersburg                    | [ 36 ]                                        |
| 2016      | Nowy Sad                                      | Alkaloid Skopje                               | Miednyj Wsadnik Petersburg                    | SzSM Legacy Square Moskwa                     | [ 37 ]                                        |
| 2017      | Antalya                                       | Globus                                        | Alkaloid Skopje                               | Odlar Yurdu                                   | [ 38 ]                                        |
| 2018      | Néos Marmarás                                 | Miednyj Wsadnik Petersburg                    | AVE Nový Bor                                  | Mołodiożka Tiumeń                             | [ 39 ]                                        |
| 2019      | Ulcinj                                        | Obiettivo Risarcimento Padova                 | AVE Nový Bor                                  | Miednyj Wsadnik Petersburg                    | [ 40 ]                                        |
| 2020      | rozgrywki odwołane z powodu pandemii COVID-19 | rozgrywki odwołane z powodu pandemii COVID-19 | rozgrywki odwołane z powodu pandemii COVID-19 | rozgrywki odwołane z powodu pandemii COVID-19 | rozgrywki odwołane z powodu pandemii COVID-19 |
| 2021      | Struga                                        | Miednyj Wsadnik Petersburg                    | AVE Nový Bor                                  | Vüqar Həşimov                                 | [ 41 ]                                        |
| 2022      | Mayrhofen                                     | 1. Novoborský ŠK                              | Clichy-Echecs 92                              | SC Viernheim                                  | [ 42 ]                                        |
| 2023      | Durrës                                        | Offerspill SK                                 | 1. Novoborský ŠK                              | Göktürk Satranç SK                            | [ 43 ]                                        |
| 2024      | Vrnjačka Banja                                | 1. Novoborský ŠK                              | Alkaloid Skopje                               | Vados Arad                                    | [ 44 ]                                        |

## Klubowy Puchar Europy kobiet
| Sezon | Miejsce                                       | 1. miejsce                                    | 2. miejsce                                    | 3. miejsce                                    | Źródło                                        |
| ----- | --------------------------------------------- | --------------------------------------------- | --------------------------------------------- | --------------------------------------------- | --------------------------------------------- |
| 1996  | Smederevska Palanka                           | Agrouniverzal Zemun Merani Tbilisi            | –                                             | Empils Rostów nad Donem                       | [ 45 ]                                        |
| 1997  | Rijeka                                        | Goša Smederevska Palanka                      | ŠK Kastav                                     | Kyjiwska Szkoła Hrosmejsteriw                 | [ 46 ]                                        |
| 1998  | Wuppertal                                     | AEM Luxten Timișoara                          | Kyjiwska Szkoła Hrosmejsteriw                 | BAS Belgrad                                   | [ 47 ]                                        |
| 1999  | Nova Gorica                                   | Szkoła Rudenko Chersoń                        | AEM Luxten Timișoara                          | Kyjiwska Szkoła Hrosmejsteriw                 | [ 48 ]                                        |
| 2000  | Halle                                         | Agrouniverzal Zemun                           | Petersburg Lentransgaz                        | Danko-Donbas Donieck                          | [ 49 ]                                        |
| 2001  | Belgrad                                       | Agrouniverzal Zemun                           | AEM Luxten Timișoara                          | BAS Belgrad                                   | [ 50 ]                                        |
| 2002  | Antalya                                       | BAS Belgrad                                   | Ładja Kazań                                   | NTN Tbilisi                                   | [ 51 ]                                        |
| 2003  | Retimno                                       | Internet-CG Podgorica                         | NTN Tbilisi                                   | Ładja Kazań                                   | [ 52 ]                                        |
| 2004  | Izmir                                         | NTN Tbilisi                                   | FINEK Petersburg                              | Ładja Kazań                                   | [ 53 ]                                        |
| 2005  | Saint-Vincent                                 | NTN Tbilisi                                   | Jużnyj Urał Czelabińsk                        | Internet-CG Podgorica                         | [ 54 ]                                        |
| 2006  | Fügen                                         | Mika Erywań                                   | Energy-investi Sakartwelo                     | AWS Krasnoturjinsk                            | [ 55 ]                                        |
| 2007  | Kemer                                         | CE Monte-Carlo                                | AWS Krasnoturjinsk                            | Mika Erywań                                   | [ 56 ]                                        |
| 2008  | Kalitea                                       | CE Monte-Carlo                                | Spartak Widnoje                               | T-Com Podgorica                               | [ 57 ]                                        |
| 2009  | Ochryda                                       | Spartak Widnoje                               | CE Monte-Carlo                                | Samaia Tbilisi                                | [ 58 ]                                        |
| 2010  | Płowdiw                                       | CE Monte-Carlo                                | SPBSzF Petersburg                             | Mika Erywań                                   | [ 59 ]                                        |
| 2011  | Rogaška Slatina                               | AWS Krasnoturjinsk                            | AEM Luxten Timișoara                          | Mika Erywań                                   | [ 60 ]                                        |
| 2012  | Ejlat                                         | CE Monte-Carlo                                | Mika Erywań                                   | Jugra Chanty-Mansyjsk                         | [ 61 ]                                        |
| 2013  | Rodos                                         | CE Monte-Carlo                                | Jugra Chanty-Mansyjsk                         | SzSM Nasze Nasledije Moskwa                   | [ 62 ]                                        |
| 2014  | Bilbao                                        | Nona Batumi                                   | CE Monte-Carlo                                | SzSM Nasze Nasledije Moskwa                   | [ 63 ]                                        |
| 2015  | Skopje                                        | Nona Batumi                                   | Gambit-Aseko Skopje                           | Jugra Chanty-Mansyjsk                         | [ 64 ]                                        |
| 2016  | Nowy Sad                                      | CE Monte-Carlo                                | Nona Batumi                                   | Jugra Chanty-Mansyjsk                         | [ 65 ]                                        |
| 2017  | Antalya                                       | Nona Batumi                                   | Odlar Yurdu                                   | Bossa Nova Mińsk                              | [ 66 ]                                        |
| 2018  | Néos Marmarás                                 | CE Monte-Carlo                                | Nona Batumi                                   | Jugra                                         | [ 67 ]                                        |
| 2019  | Ulcinj                                        | Nona Batumi                                   | Kyiv Chess Federation                         | CE Monte-Carlo                                | [ 68 ]                                        |
| 2020  | rozgrywki odwołane z powodu pandemii COVID-19 | rozgrywki odwołane z powodu pandemii COVID-19 | rozgrywki odwołane z powodu pandemii COVID-19 | rozgrywki odwołane z powodu pandemii COVID-19 | rozgrywki odwołane z powodu pandemii COVID-19 |
| 2021  | Struga                                        | Jużnyj Urał Czelabińsk                        | CE Monte-Carlo                                | GRECO Kyiv Chess Federation                   | [ 69 ]                                        |
| 2022  | Mayrhofen                                     | ASVÖ Pamhagen                                 | CSU ASE Superbet                              | CE Monte-Carlo                                | [ 70 ]                                        |
| 2023  | Durrës                                        | Superchess                                    | Garuda Ajka BSK                               | Crvena zvezda Data Driven Lab                 | [ 71 ]                                        |
| 2024  | Vrnjačka Banja                                | Tajfun – ŠK Ljubljana                         | Garuda Ajka BSK                               | SuperChess Club                               | [ 72 ]                                        |